# Jüdischer Friedhof (Waldbreitbach)

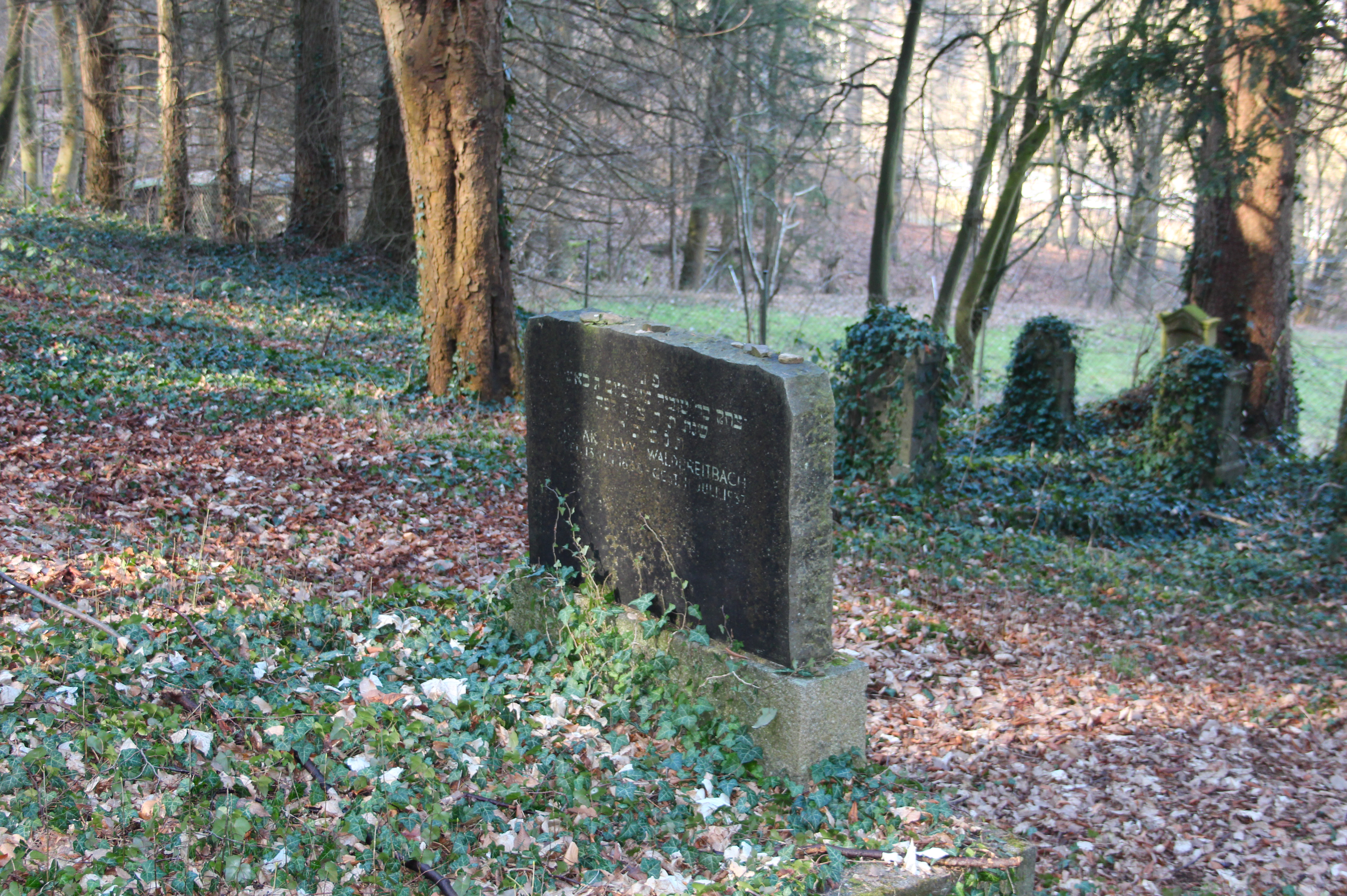
Der jüdische Friedhof in Waldbreitbach

Der Jüdische Friedhof Waldbreitbach ist ein Friedhof in der Ortsgemeinde Waldbreitbach im Landkreis Neuwied in Rheinland-Pfalz. Er steht seit 1989 als Kulturdenkmal unter Denkmalschutz.
Der jüdische Friedhof, der um 1830 eröffnet und bis zum Jahr 1940 belegt wurde, liegt östlich des Ortes oberhalb des Wiedufers am Rande eines Nadelwaldes unweit der Landesstraße L 255 nach Roßbach. Auf dem 1378 m² großen Friedhof befinden sich 43 Grabsteine. Es existiert ein Begräbnisregister ab September 1878 bis zum Jahr 1940. 